# Концепция (C++)
Концепция — интерфейсное расширение шаблонов языка C++, опубликованное в технической спецификации ИСО/МЭК ISO TS 19217:2015. По своей сути концепция является набором логических предикатов, размещённых за списком параметров шаблона, которые оцениваются во время компиляции исходного кода с целью установления ограничений на свойства аргументов, которые принимаются в качестве параметров шаблона.
Введение концепций связывают с дальнейшим развитием в языке C++ инструментария, основанного на парадигме обобщённого программирования. Концепция может быть объявлена с шаблоном любого вида (класс-шаблон, шаблон-функция, или функция-член класса-шаблона), её назначением является выявление логических несоответствий между свойствами типов данных, которые используются внутри тела шаблона и свойствами типов данных, которые поступают в шаблон в качестве входных параметров.
До введения в стандарт языка понятие концепции было реализовано в библиотеке общего назначения Boost в виде библиотечных классов проверки концепций BCCL (англ. Boost Concept Checking Library).

## Синтаксис текущего предложения (из Си++20)
Определение концепции.
```
template
 
<
class
 
T
>

concept
 
EqualityComparable
()
 
{
 

    
requires
(
T
 
a
,
 
T
 
b
)
 
{

        
{
a
 
==
 
b
}
 
->
 
Boolean
;
  
// Концепция, означающая тип, преобразуемый в boolean

        
{
a
 
!=
 
b
}
 
->
 
Boolean
;
 
->
 
boost
::
asio
:
;
system
::
error_code
&

    
};

}

```

Шаблон, использующий концепцию (обратите внимание, нет ключевого слова template).
```
void
 
f
(
const
 
EqualityComparable
 
auto
&
);

```

Концепции будут участвовать в выборе, какую функцию из набора перегруженных применять, наряду с SFINAE. Компилятор предпочтёт самую «жёсткую» концепцию.
Если использовать концепцию в инициализаторе, это будет аналог auto, однако код будет компилироваться, если концепция поддерживается.
```
Sortable
 
auto
 
x
 
=
 
f
(
y
);
 
// аналог auto x = f(y), компилируется, если результат — тип, подходящий под Sortable

```

## Предпосылки
В обобщённом программировании концепция — это такой набор требований к типу, чтобы шаблон обобщённого программирования имел смысл. Например, шаблон It2 std::copy(It1, It1, It2) предполагает такие соотношения между типами-итераторами It1 и It2.
- It1 и It2 — однонаправленные итераторы.
- Между типами *It2 и *It1 возможно присваивание.

Эти концепции описаны в документации по Си++, и они — словесное описание условий, когда код компилируется. Так, при попытке специализировать шаблон с параметрами It1=int*, It2=int** компилятор сообщит, что невозможно присваивание int* ← int. При этом есть недостатки.
- Ошибка выпадет в глубине заголовочного файла STL — в сложном заведомо правильном коде.
- Зачастую тексты ошибок крайне многословны, и сложно выяснить, чего именно не хватает, чтобы шаблон специализировался.
- Когда программист пишет шаблон, он может случайно выйти из концепции и не заметить это. Это никак нельзя проверить, кроме как попытавшись специализировать шаблон. На сложных шаблонах «проверка специализацией» не так проста, как кажется — большинство простейших типов поддерживают много лишних функций. Так, недостаточно проверить std::vector<T> на типе int: помимо операций «конструктор без параметров», «конструктор перемещения» и «присвоить с перемещением», минимально требуемых для вектора, у целого типа есть конструктор копирования, операция присваивания, математические операции и многое другое, и нет гарантий, что они не используются.

Кроме того, приходится делать функции, которые появляются или исчезают в зависимости от некоторых условий (соответствия или несоответствия концепции). В Си++17 шаблоны для этого сложны.
По сей день синтаксически описать концепции получилось только ограниченно — так, в Java роль концепций играют утверждения наподобие class Test <T extends Testable>.

## Текущее состояние
| Компилятор | Частично | Полностью |
| ---------- | -------- | --------- |
| G++        | 6        | 10        |
| MSVC       | 2019     | 2022      |
| Clang      | 10       | 10        |